# Ванклан
Ванкла́н (фр. Vanclans) — колишній муніципалітет у Франції, у регіоні Бургундія-Франш-Конте, департамент Ду. Населення — 207 осіб (2011).
Муніципалітет був розташований на відстані близько 360 км на південний схід від Парижа, 31 км на південний схід від Безансона.

## Історія
У 1956-2015 роках муніципалітет перебував у складі регіону Франш-Конте. Від 1 січня 2016 року належав до нового об'єднаного регіону Бургундія-Франш-Конте.
1 січня 2016 року Ванклан, Атоз, Шанан, Отп'єрр-ле-Шатле, Но i Рантешо було об'єднано в новий муніципалітет Ле-Прем'є-Сапен.

## Демографія
Динаміка населення (INSEE ):
Розподіл населення за віком та статтю (2006):
| Стать | Всього | До 15 років | 15-24 | 25-44 | 45-64 | 65-85 | Понад 85 |
| --- | ------ | ----------- | ----- | ----- | ----- | ----- | -------- |
| Чоловіки | 72     | 8           | 12    | 20    | 16    | 8     | 8        |
| Жінки | 124    | 29          | 12    | 29    | 12    | 42    | 0        |
| \| Статево-вікова піраміда \| Статево-вікова піраміда \| Статево-вікова піраміда \| \| ----------------------- \| ----------------------- \| ----------------------- \| \| Чоловіки \| Вік \| Жінки \| \| 8 \| 85 + \| 0 \| \| 0 \| 80-84 \| 13 \| \| 0 \| 75-79 \| 8 \| \| 8 \| 70-74 \| 13 \| \| 0 \| 65-69 \| 8 \| \| 0 \| 60-64 \| 4 \| \| 8 \| 55-59 \| 4 \| \| 0 \| 50-54 \| 0 \| \| 8 \| 45-49 \| 4 \| \| 8 \| 40-44 \| 13 \| \| 4 \| 35-39 \| 4 \| \| 4 \| 30-34 \| 4 \| \| 4 \| 25-29 \| 8 \| \| 4 \| 20-24 \| 4 \| \| 8 \| 15-20 \| 8 \| \| 0 \| 10-14 \| 4 \| \| 8 \| 5-9 \| 8 \| \| 0 \| 0-4 \| 17 \| |        |             |       |       |       |       |          |
| Статево-вікова піраміда |        |             |       |       |       |       |          |
| Чоловіки | Вік    | Жінки       |       |       |       |       |          |
| 8 | 85 +   | 0           |       |       |       |       |          |
| 0 | 80-84  | 13          |       |       |       |       |          |
| 0 | 75-79  | 8           |       |       |       |       |          |
| 8 | 70-74  | 13          |       |       |       |       |          |
| 0 | 65-69  | 8           |       |       |       |       |          |
| 0 | 60-64  | 4           |       |       |       |       |          |
| 8 | 55-59  | 4           |       |       |       |       |          |
| 0 | 50-54  | 0           |       |       |       |       |          |
| 8 | 45-49  | 4           |       |       |       |       |          |
| 8 | 40-44  | 13          |       |       |       |       |          |
| 4 | 35-39  | 4           |       |       |       |       |          |
| 4 | 30-34  | 4           |       |       |       |       |          |
| 4 | 25-29  | 8           |       |       |       |       |          |
| 4 | 20-24  | 4           |       |       |       |       |          |
| 8 | 15-20  | 8           |       |       |       |       |          |
| 0 | 10-14  | 4           |       |       |       |       |          |
| 8 | 5-9    | 8           |       |       |       |       |          |
| 0 | 0-4    | 17          |       |       |       |       |          |

## Економіка
2010 року серед 123 осіб працездатного віку (15—64 років) 97 були активними, 26 — неактивними (показник активності 78,9%, у 1999 році було 63,3%). З 97 активних мешканців працювали 92 особи (49 чоловіків та 43 жінки), безробітними було 5 (3 чоловіки та 2 жінки). Серед 26 неактивних 9 осіб було учнями чи студентами, 12 — пенсіонерами, 5 були неактивними з інших причин.

У 2010 році в муніципалітеті числилось 87 оподаткованих домогосподарств, у яких проживали 210,0 особи, медіана доходів виносила 16 060 євро на одного особоспоживача